# Beatriz Gutiérrez Müller
Beatriz Gutiérrez Müller (Ciudad de México, 13 de enero de 1969) es una escritora, periodista, profesora e investigadora mexicana. Es esposa del ex presidente de México Andrés Manuel López Obrador, aunque no ejerció ningún rol bajo la denominación de primera dama de México, dada la supresión del uso de este término.

## Trayectoria
Gutiérrez Müller nació en la Ciudad de México, hija del mexicano Juan Gutiérrez Canet y de Nora Beatriz Müller Bentjerodt, una chilena de ascendencia alemana. Después de terminar la educación básica en el Instituto Antonio Plancarte, el Colegio del Valle de México y el Instituto Valladolid y el bachillerato en la Preparatoria Rector Hidalgo, se graduó en ciencias de la comunicación en la Universidad Iberoamericana de Puebla en 1998, con la tesis "Regulación del uso de los medios de comunicación en las leyes electorales federales". En esa misma institución obtuvo, en el 2002, una maestría en letras iberoamericanas, con la tesis "Memoria artificial en la Historia verdadera de la conquista de la Nueva España'". Obtuvo luego el doctorado en teoría literaria (sobre la teoría del héroe de Mijail Bajtín) por la Universidad Autónoma Metropolitana plantel Iztapalapa (UAM Iztapalapa).
Después de su graduación, trabajó como periodista para El Universal y otros medios, radiofónicos e impresos durante unos diez años, mientras vivió en Puebla.
Entre 2001 y 2002, fue directora de Difusión en el Gobierno de la Ciudad de México mientras estaba al frente Andrés Manuel López Obrador como Jefe de Gobierno de la Ciudad de México, momento en el que se conocieron. En el 2006 se casaron.
Ha sido periodista, ha dado clases en distintas universidades y ha publicado varios libros casi siempre de temas históricos o filosóficos. Su primera novela, Larga vida al sol (Planeta), se publicó en el 2011.
En la actualidad es Investigadora nacional del Consejo Nacional de Ciencia y Tecnología. En diciembre de 2019 fue acreditada como investigadora "A" de tiempo completo en el Instituto de Ciencias Sociales y Humanidades "Alfonso Vélez Pliego" de la Benemérita Universidad Autónoma de Puebla.

### Supresión de la figura de primera dama
Gutiérrez Müller anunció que no sería primera dama y anunció la supresión de esta figura protocolaria sin funciones ni responsabilidades concretas, que no se encuentran definidas en las leyes de México. Tradicionalmente, la primera dama presidía el Sistema Nacional para el Desarrollo Integral de la Familia que desde el 1 de diciembre de 2018 dejó de depender de la Presidencia y se sujetó a la Secretaría de Salud del gobierno federal. «Tenemos que comenzar a pensar y actuar diferente; pongamos fin a la idea de la primera dama porque en México no queremos que haya mujeres de primera ni de segunda» señaló en un acto electoral. Aseguró que quiere «servir a México en todo lo que pueda», pero que su prioridad pasa por seguir siendo profesora universitaria, investigadora y escritora.
Es la primera vez que la esposa de un presidente de México tiene un doctorado.
Participó como integrante en el  Consejo Asesor Honorario  de la Coordinación Nacional de Memoria Histórica y Cultural de la Presidencia de la República, coordinación que en 2021 fue transferida al Archivo General de la Nación. Contribuye con algunas actividades en el Gobierno de México como visitas diplomáticas, en la Estrategia Nacional de Lectura a través de los "Fandangos por la lectura" dirigidos a jóvenes de secundaria y acompañando al Presidente de la República a algunas ceremonias.

## Vida personal
El 16 de octubre de 2006, se casó con Andrés Manuel López Obrador, y en abril de 2007 nació Jesús Ernesto, primer hijo de Gutiérrez Müller y cuarto de López Obrador.

## Publicaciones
- (1999) Archivo vivo: «Las lluvias de octubre de 1999 en la Sierra Norte de Puebla», BUAP-INAH-La Radiante (CD).
- (2012) «La tierra prometida», Elementos, UAP, No. 85, Vol. 19, Janeiro-Março de 2012. ISSN 0187-9073.
- (2013) «El diablo en los textos de la Conquista», Elementos, Universidad Autónoma de Puebla, Vol. 20, No. 91, Julho-Setembro, pp. 25-31. ISSN 0187-9073.
- (2013) «Exégesis bíblica del Libro de Job en Gallo, Luis de León y Quevedo», dictaminado el 9 de octubre de 2013. Atalanta. Revista de las Letras Barrocas, Universidad de Sevilla, España, Vol. 1, N.º 2, julio-diciembre, pp. 5-30. ISSN 2340-1176.
- (2014) «Panegírico a Cortés, no exento de raspones a costa de Bernal Díaz del Castillo, en la Historia de Solís». Publicado el 10 de julio de 2014, Castilla. Estudios de Literatura, 5, Universidad de Valladolid, Espanha, pp. 414-443. ISSN 1989-7383.
- (2014) «Exemplum in contrarium y enumeratio de las Lamentaciones de Jerónimo Gracián de la Madre de Dios», Signos Literarios, Vol. X, No. 20 (2014), pp. 126-156. ISSN 1665-1316.
- (2014) «“Desde mis ojos están mirando los ojos del otro”. Ética trinitaria en Bajtín», Intersticios, UIC, ano 19, 41, Julho-Dezembro de 2014, pp. 91-106. ISSN 1665-7551.
- (2015) «Las tablas, breves diccionarios morales en la edición de obras del XVII», Janus, 4, 2015, pp. 37-57. ISBN 2254-7290.
- (2015) «“Diálogo oculto” en Inmortalidad del alma, de Francisco de Quevedo», Dialogía. Revista de Literatura, Lingüística y Cultura, Vol. 9, pp. 137-165. (ISSN 1819-365X). Universidad Nacional de San Cristóbal de Huamanga, Ayacucho, Perú.
- (2016) «Facebook e internet: ¿para qué lo usan los musulmanes en México?», Trayectorias. Revista de Ciencias Sociales, Ano 18, Janeiro-Junho, No. 42, pp. 28-58. ISSN 2007-1205.
- (2016) «Cortés y la apología de sí mismo: el epílogo de la Quinta Relación», en Retórica aplicada a la literatura medieval y de los siglos XVI y XVII, ed. de Lillian von der Walde Moheno, México, Destiempos, pp. 397-422. ISBN 978-607-9130-39-8.
- (2017) «A palavra religiosa como uma variante da ‘palavra autoritária’ en Bakhtin», Bakhtiniana. Revista de Estudos do Discurso, Vol. 12, No. 1, pp. 91-112. Recebido: 28-03-2016, Aprovado: 04-11-2016. ISNN: 2176-4573.
- (2017) «Religious Word as a Variant of Authorithative Word’ in Bakthin», Bakhtiniana. Revista de Estudos do Discurso, Vol. 12, No. 1, pp. 91-112. Recebido: 28-03-2016, Aprovado: 04-11-2016. ISNN: 2176-4573.
- (2017) «La palabra religiosa como una variante de la ‘palabra autoritaria’, en Bajtín», Bakhtiniana. Revista de Estudos do Discurso, Vol. 12, No. 1, pp. 91-109. Recebido: 28-03-2016, Aprovado: 04-11-2016. ISNN: 2176-4573.
- (2017) «Católicos, liberales, antirreleccionistas, independientes, subvencionados… El periodismo como género demostrativo a principios del siglo XX», Con-temporánea. Toda la historia en el presente. Vol. IV, N.º 7, enero-junio de 2017, pp. 1-13. ISSN 2007-9605.
- (2017) «Madero, ¿un santo? Hagiografía espírita liberal en un escrito de Rogelio Fernández Güell, de 1911». Revista Estudios Universidad de Costa Rica (ISSN 1659-3316) No. 35 diciembre de 2017-mayo 2018, pp. 131-154.
- (2017) «Morir sin laureles: Enrique Bordes Mangel, revolucionario maderista», Historias, 98, septiembre-diciembre ISSN 0187-6686, recibido 23 de abril de 2017, dictaminado 18 de julio de 2017, pp. 102-113 ) «“Quiso Dios” o “acordé y me determiné”: voluntad divina o libre albedrío de Cortés en la "Segunda relación». Revista de Literatura, ILLA-CSIC Vol. LXXIX, No. 157, pp. 17-39. ISSN 0034-849X.
- (2017) “El mapa del pecado”. Reseña a Gabriela Pulido Llano, El ‘mapa rojo’ del pecado. Miedo y vida nocturna en la Ciudad de México (1940-1950), México, INAH, 2016, 376 p. en Antropología. Revista Interdisciplinaria del INAH, Nueva Época, Año 1, No. 3, julio-diciembre, pp. 110-112.
- (2017) «Un cercano amigo de Francisco I. Madero», en Temas de nuestra América. Revista de Estudios Latinoamericanos, Núm. Extraordinario «Exilio y presencia: Costa Rica y México en el siglo XX», coord. Mario Oliva Medina y Laura Beatriz Moreno Rodríguez, EUNA/Cátedra del Exilio/Universidad Nacional de Costa Rica, 2017.ISSN 0259-2339, pp. 77-104.
- (2017) «El (lícito) engaño literario de Alfonso Taracena» en La imagen cruenta: centenario de la Decena Trágica, Rebeca Monroy Nasr y Samuel Villela, coord., México, INAH, pp. 265-282.ISBN 978-607-484-940-0.
- (2017) «Solón Argüello, el decadentista profético», en Solón Argüello, Antología poética de Solón Argüello, ed., introducción y recopilación de Beatriz Gutiérrez Mueller, Puebla/Ciudad de México, BUAP/ICSyH/Ediciones Del Lirio, 2017, pp. 11-56. ISBN BUAP: 978-607-525-314-5 ISBN EDL: 978-607-8446-90-2.
- (2017) «Retratos de una tragedia», en Rogelio Fernández Güell, Episodios de la revolución mexicana, [San José, Imp. Alsina, 1915], edición y estudio preliminar de Beatriz Gutiérrez Mueller, Puebla/México, BUAP/Ed. del Lirio, ISBN BUAP: 978-607-525-436-4 ISBN EDL: 978-607-8569-07-6 pp. 11-50.
- (2018) “Rodulfo Figueroa, el romántico chiapaneco”, en Rodulfo Figueroa, Poesías. Facsímil del manuscrito 1889-1898, ed. de Beatriz Gutiérrez Mueller, México/Tuxtla Gutiérrez, MAPorrúa/Coeculta-Chiapas, ISBN: 978-607-524-203-3, pp. 7-30.   (2018) “La lucha de la ‘provincia’ contra el ‘centro’. El caso de Tepic Literario (1907-1908) del nicaragüense Solón Argüello”, en Tepic Literario. Revista Mensual de Literatura, Variedades y Anuncios (1907), estudio y edición facsimilar de Beatriz Gutiérrez Mueller, México/Tepic/Puebla, Ediciones del Lirio, Universidad Autónoma de Nayarit, Benemérita Universidad Autónoma de Puebla, pp. 13-60. ISBN BUAP: 978-607-525-519-4; ISBN EDL: 978-607-8569-42-7; ISBN UAM: 978-607-28-1422-6; ISBN UAN 978-607-848215-3.
- (2019) «Matías Oviedo Pastor, un hondureño en el maderismo y su larga vinculación con México». Signos históricos, Universidad Autónoma Metropolitana Iztapalapa, Vol.21, No. 41, enero-junio, pp. 68-95, ISSN 1665-4420.
- Larga vida al sol (2011) Editorial Planeta.
- Viejo siglo nuevo (2012) Planeta
- Leyendas y cantos (2018) Universidad Autónoma de Nuevo León
- (2016) Dos revolucionarios a la sombra de Madero. La historia de Solón Argüello Escobar y Rogelio Fernández Güell, México, Ariel. ISBN: 978-607-747-269-8.
- (2018) La “memoria artificial” en la Historia verdadera de la conquista de la Nueva España de Bernal Díaz del Castillo. Puebla/México/Guadalajara: BUAP/Universidad Iberoamericana-Puebla/Universidad Iberoamericana-Ciudad de México/ ITESO. ISBN: UIA Puebla 978-607-8587-03-2; BUAP: 978-607-525-509-5; UIA Ciudad de México 978-607-417-524-0; ITESO 978-607-8528-98-1.
- (2020) Gutiérrez Mueller, Beatriz, “Judas, Caínes, Baltasares y otros traidores y tiranos..., Literatura  de la  Decena Trágica (1913)”, Castilla. Estudios de Literatura, 11, pp. 251-274.
- (2020) Gutiérrez Mueller, Beatriz, “Los héroes de los cuentos ¡Carne de Cañón!, como autobiografía, según Mijail Bajtín”, Lingüística y literatura, Universidad de Antioquia, Colombia, No. 77 (41), enero-junio, pp. 505-529.
- (2020) Gutiérrez Mueller, Beatriz, «“Porque así lo permitió el Divino Maestro”. Jerónimo Gracián de la Madre de Dios defiende las revelaciones a Santa Teresa de Jesús, en Conceptos de amor de Dios [1611]», Actio Nova. Revista de Teoría de la Literatura y Literatura Comparada, No. 4, Universidad Autónoma de Madrid, pp. 276-300.
- (2021), “El exilio de Rogelio Fernández Güell (1905-1913) en México: una voz periodística del maderismo”, Revista Temas de Nuestra América. Revista de Estudios Latinoamericanos. Dossier Exilios, enero-junio, Vol. 37, No. 69, ISSN 0259-2339 - EISSN 2215-5449, pp. 136-150.
- (2023) “El Mussolini enervado ante el asilo de españoles republicanos en México (1937-1941)”. iMex. México Interdisciplinario, (Universidad Wuppertal), Año 12, No. XXIII, pp. 41-62. ISSN 2193-9756. Dossier especial: “Ficción, idea y realidad del exilio antifacista en México”, ed. Matei Chihaia y Guillermo Ferrer Ortega.
- (2023) “Revista Helios: temas, vocabulario, política y filosofía espíritas (1911-1913)”, Bibliographica, Vol. 6, No. 1, ISSN 2683-2232, eISSN 2594-178X, pp. 255-290.